# مسجد جامع جیلان
مسجد جامع جیلان  مربوط به دوره قاجار است و در شهرستان شاهرود، بخش بسطام، روستای جیلان واقع شده و این اثر در تاریخ ۳۰ تیر ۱۳۸۴ با شمارهٔ ثبت ۱۲۲۶۸ به‌عنوان یکی از آثار ملی ایران به ثبت رسیده است.